# Puch-Gedenkstätte

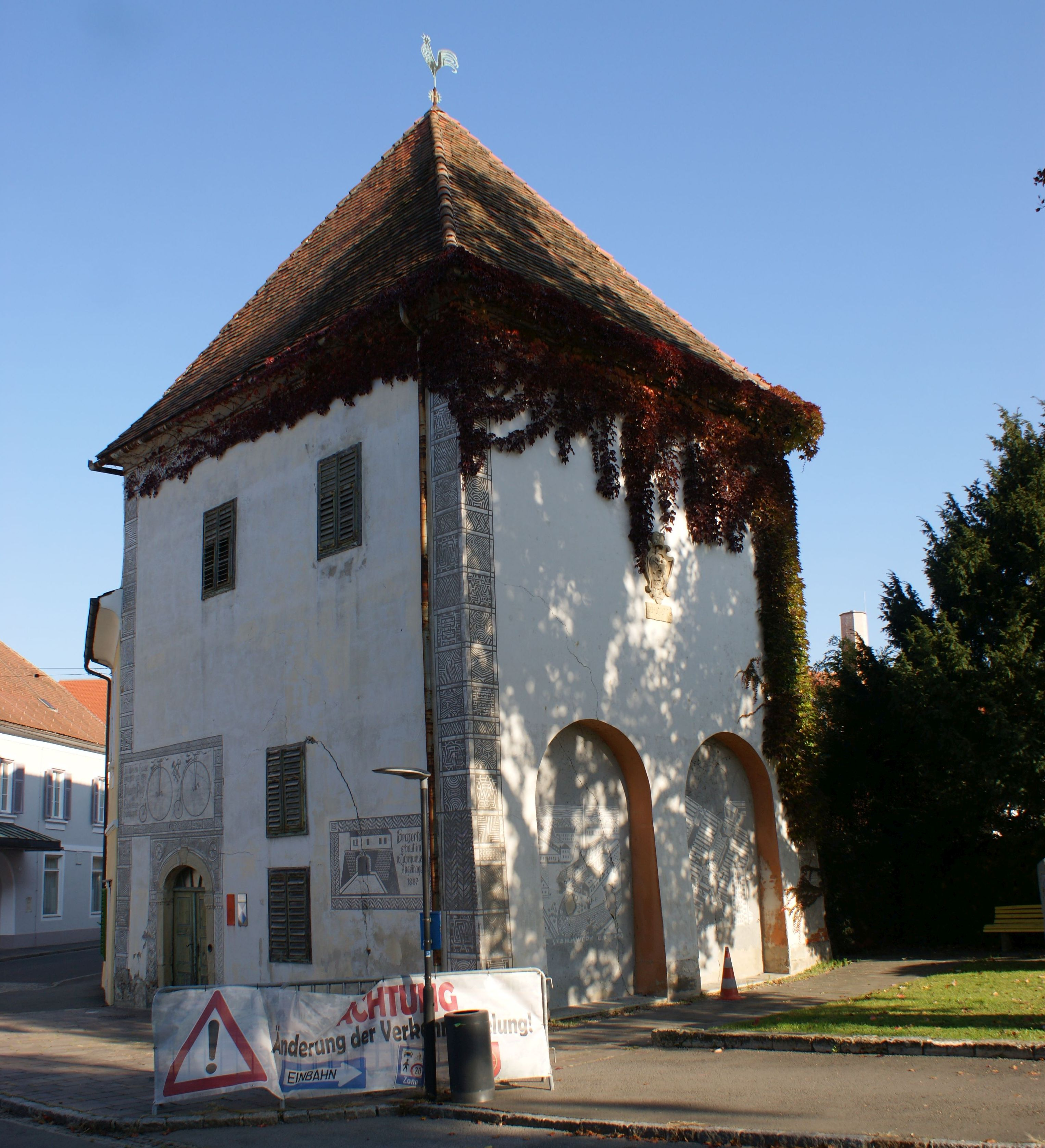
Puchhaus in Bad Radkersburg (2021)

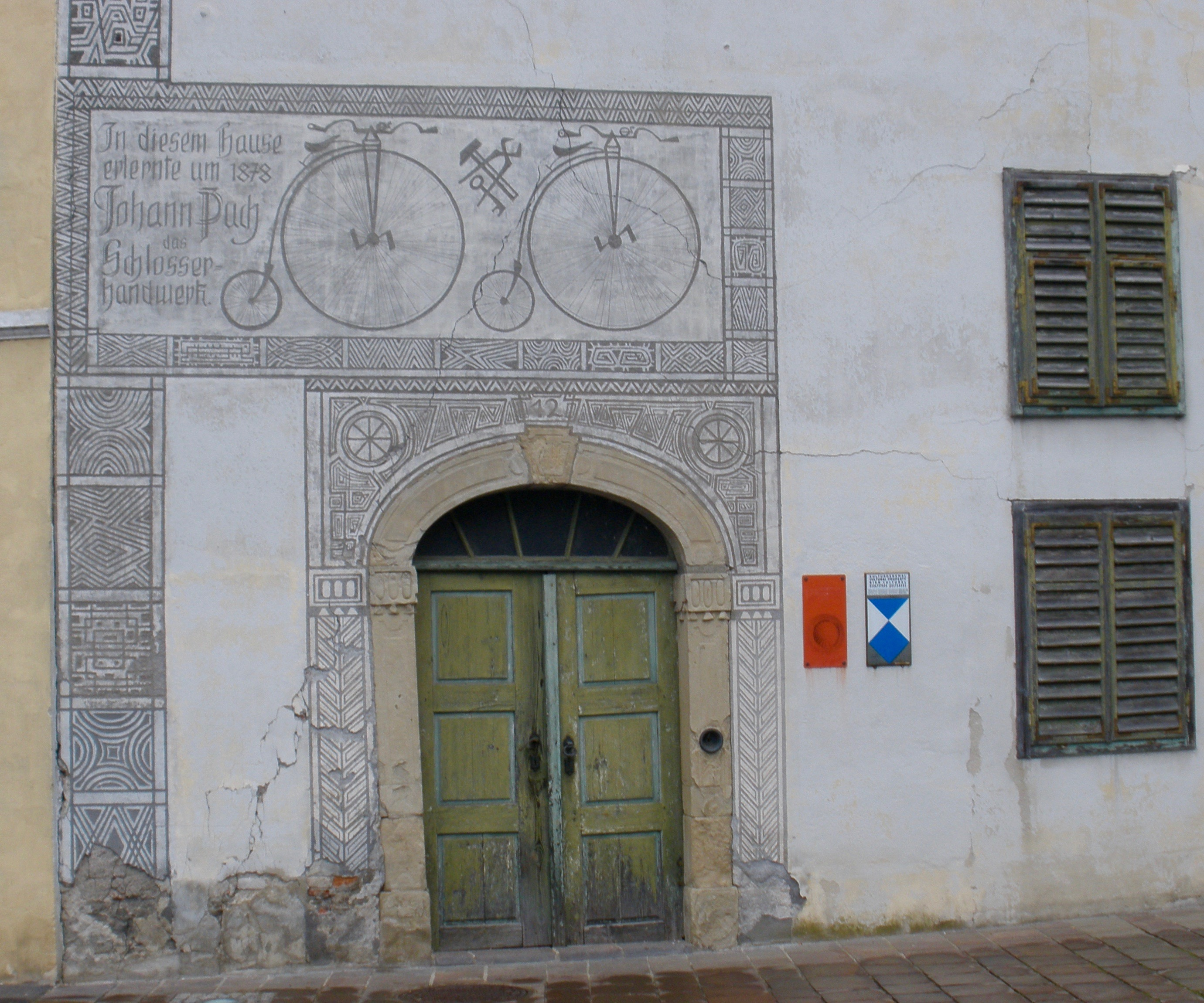
Sgraffito von Dina Kerciku

Die Puch-Gedenkstätte (auch: Puchhaus) ist ein denkmalgeschütztes Gebäude in der Stadt Bad Radkersburg in der Steiermark (Österreich). Hier schloss Johann Puch, der spätere Gründer der Puch-Werke, seine Ausbildung zum Schlosser um 1878 ab.

## Geschichte
Auf dem Gebäude findet sich die Jahreszahl 1796 (1750 und 1790 gab es in Radkersburg verheerende Stadtbrände). Das Gebäude war bis zum Abbruch des Grazertores 1887 Teil der überregional bedeutenden Befestigungsanlage von Radkersburg (die Befestigungsanlage wurde aber bereits 1773 als militärisch überholt aufgelöst).
In diesem Gebäude befand sich dann die Schlosserei des Anton Gerschack, bei dem Johann Puch seine 1874 begonnene Lehrzeit 1878 beendet.
Die Wohnhäuser in ganz Bad Radkersburg wurden im Zuge von Kampfhandlungen während des Zweiten Weltkrieges schwer beschädigt und ein Großteil wurde erneuert. Die Puch-Gedenkstätte erhielt die heutige Form und Aussehen in den 1960er Jahren. Seit 1960 befindet sich auf dem Gebäude auch ein Sgraffito von Dina Kerciku, mit welchem auch symbolisch an Johann Puch erinnert wird.

## Lage und Gebäude
Das Gebäude befindet als ehemaliger Teil des 1887 abgebrochenen Grazertors am Grazertorplatz, der anstelle des Grazertores angelegt wurde. Es steht auf dem Grundstück (GSt) .192 in der Katastergemeinde 66331 Bad Radkersburg. Bei diesem Gebäude, das stadteinwärts in einer Rechtskurve steht, geht die Straße Grazertorplatz in die Langgasse über. Das Gebäude ist mit dem Gebäude Langgasse 2 auf der nordwestlichen Seite baulich verbunden. Ansonsten ist es an den drei übrigen Seiten (heute) freistehend. Vis-à-vis der Puch-Gedenkstätte befindet sich rund 16 Meter entfernt das denkmalgeschützte Finanzamt Bad Radkersburg. Zum nördlich gelegenen Zentrum von Bad Radkersburg sind es rund 250 Meter Luftlinie.
Das Gebäude hat eine Höhe von etwa 20 Metern und eine rechteckigen Grundriss von etwa 8 × 9 Meter. Das Pyramidendach ist mit terracottafarbenen Biberschwanzziegeln eingedeckt. Auf der Turmspitze befindet sich ein sehr markanter Wetterhahn. An der südöstlichen Seite des Gebäudes befindet sich etwa in der Mitte der Wand ein unifarbenes Steinrelief, welches das Steirische Wappen darstellt. Unter dem gehörnten und gewaffneten Panther ist das achtspeichige Rad aus dem Stadtwappen von Bad Radkersburg dargestellt.